# 奧林匹克運動會科索沃代表團
科索沃首次以奧委會成員國身份參加2016年夏季奧林匹克運動會。

## 歷史
科索沃國家奧林匹克委員會成立於1992年。科索沃國家奧林匹克委員會於2014年10月22日成為國際奧會臨時會員，2014年12月9日成為國際奧會正式會員。
但也有不少運動員如米蘭娜·拉錫、馬爾科·西蒙諾維奇繼續為塞爾維亞國家隊出賽。

## 獎牌統計

### 夏季賽事
| 賽事             | 參賽人數                             | 金牌                                 | 銀牌                                 | 銅牌                                 | 總計                                 | 排名                                 |
| 1912年斯德哥爾摩 | 以 塞尔维亚名義參賽                  | 以 塞尔维亚名義參賽                  | 以 塞尔维亚名義參賽                  | 以 塞尔维亚名義參賽                  | 以 塞尔维亚名義參賽                  | 以 塞尔维亚名義參賽                  |
| 1920–1988        | 以 南斯拉夫（YUG）名義參賽           | 以 南斯拉夫（YUG）名義參賽           | 以 南斯拉夫（YUG）名義參賽           | 以 南斯拉夫（YUG）名義參賽           | 以 南斯拉夫（YUG）名義參賽           | 以 南斯拉夫（YUG）名義參賽           |
| 1992年巴塞隆納   | 以 独立奥林匹克参赛者（IOP）名義參賽 | 以 独立奥林匹克参赛者（IOP）名義參賽 | 以 独立奥林匹克参赛者（IOP）名義參賽 | 以 独立奥林匹克参赛者（IOP）名義參賽 | 以 独立奥林匹克参赛者（IOP）名義參賽 | 以 独立奥林匹克参赛者（IOP）名義參賽 |
| 1996–2004        | 以 塞尔维亚和黑山（SCG）名義參賽     | 以 塞尔维亚和黑山（SCG）名義參賽     | 以 塞尔维亚和黑山（SCG）名義參賽     | 以 塞尔维亚和黑山（SCG）名義參賽     | 以 塞尔维亚和黑山（SCG）名義參賽     | 以 塞尔维亚和黑山（SCG）名義參賽     |
| 2008–2012        | 以 塞尔维亚（SRB）名義參賽           | 以 塞尔维亚（SRB）名義參賽           | 以 塞尔维亚（SRB）名義參賽           | 以 塞尔维亚（SRB）名義參賽           | 以 塞尔维亚（SRB）名義參賽           | 以 塞尔维亚（SRB）名義參賽           |
| 2016年里約熱內盧 | 8                                    | 1                                    | 0                                    | 0                                    | 1                                    | 54                                   |
| 2020年東京       | 11                                   | 2                                    | 0                                    | 0                                    | 2                                    | 42                                   |
| 2024年巴黎       | 9                                    | 0                                    | 1                                    | 1                                    | 2                                    | 73                                   |
| 總計             | 總計                                 | 3                                    | 1                                    | 1                                    | 5                                    | 88                                   |

### 冬季賽事
| 賽事       | 參賽人數                         | 金牌                             | 銀牌                             | 銅牌                             | 總計                             | 排名                             |
| 1924–1992  | 以 南斯拉夫（YUG）名義參賽       | 以 南斯拉夫（YUG）名義參賽       | 以 南斯拉夫（YUG）名義參賽       | 以 南斯拉夫（YUG）名義參賽       | 以 南斯拉夫（YUG）名義參賽       | 以 南斯拉夫（YUG）名義參賽       |
| 1994–2006  | 以 塞尔维亚和黑山（SCG）名義參賽 | 以 塞尔维亚和黑山（SCG）名義參賽 | 以 塞尔维亚和黑山（SCG）名義參賽 | 以 塞尔维亚和黑山（SCG）名義參賽 | 以 塞尔维亚和黑山（SCG）名義參賽 | 以 塞尔维亚和黑山（SCG）名義參賽 |
| 2010–2014  | 以 塞尔维亚（SRB）名義參賽       | 以 塞尔维亚（SRB）名義參賽       | 以 塞尔维亚（SRB）名義參賽       | 以 塞尔维亚（SRB）名義參賽       | 以 塞尔维亚（SRB）名義參賽       | 以 塞尔维亚（SRB）名義參賽       |
| 2018年平昌 | 1                                | 0                                | 0                                | 0                                | 0                                | -                                |
| 2022年北京 | 2                                | 0                                | 0                                | 0                                | 0                                | -                                |
| 總計       | 總計                             |                                  |                                  |                                  |                                  | –                                |

## 獎牌得主
| 獎牌 | 人名                  | 賽事             | 運動 | 項目         |
| ---- | --------------------- | ---------------- | ---- | ------------ |
| 金牌 | 瑪琳達·開爾門蒂       | 2016年里約熱內盧 | 柔道 | 女子52公斤級 |
| 金牌 | 迪絲特麗亞·克拉斯尼奇 | 2020年東京       | 柔道 | 女子48公斤級 |
| 金牌 | 諾拉·賈科瓦           | 2020年東京       | 柔道 | 女子57公斤级 |
| 銀牌 | 迪絲特麗亞·克拉斯尼奇 | 2024年巴黎       | 柔道 | 女子52公斤級 |
| 銅牌 | 劳拉·法兹柳           | 2024年巴黎       | 柔道 | 女子63公斤級 |